# أذينة العلي
أذينة العلي (14 فبراير 1976 -) هو مغني سوري.

## حياته ومسيرته
ولد في مدينة حمص .درس في جبلة واكمل دراسته الثانوية في مدرسة محمد مهنا لينتقل بعدها إلى دمشق ويدخل في المعهد العالي للفنون المسرحية فئة (( التمثيل )) وهو عضو نقابة الفنانين - سوريا 
والدته هي الكاتبة والأديبة أنيسة عبود ووالده طبيب وناقد أدبي، يعزف على العود ويكتب الشعر المغنى ويلحن. نال جوائز عديدة على مستوى سوريا بداية من مهرجانات الطلائع حيث نال لقب الرائد الطليعي الأول في العزف على العود والغناء ومثل سورية في بلغاريا وهنغاريا في ملتقى الكشافة، كما نال جائزة الأورنينا لأفضل أغنية شعبية (( لما هجرتيني )) ولأجمل صوت رجال بأغنية (( حاولت مرة ودعك )) في مهرجان الأغنية السورية.
شارك في عدة مهرجانات دولية وعربية .. منها الملتقى السوري الأوربي في بلغاريا وهنغاريا - مهرجان الأغنية السورية حلب - مهرجان المحبة - مهرجان بصرى. اشتهر في سورية ولبنان والأردن بأغنية لماهجرتيني وصولا بأغنية ياريتك لو تجي يمي و التوب البني وسر مخبى التي انتشرت في كل أنحاء العالم العربي حتى ضمن الجاليات العربية.
شارك في تمثيل عدة أدوار درامية مسرحية وتلفزيونية مع نخبة من نجوم الدراما السورية والعربية . يكتب القصة القصيرة والشعر الغنائي والتفعيلة

## شهرته
بدأت شهرته في سورية من أغنية لماهجرتيني حيث نالت جائة أفضل أغنية شعبية لعام 1999 في مهرجان الأغنية السورية في حلب وانطلقت خارج سورية في عام 2007 من أغنية ياريتك لو تجي يمي التي انتشرت في جميع أنحاء العالم العربي، ومن بعدها أغنية التوب البني _هزي بخصرك وأغنية طلوع الروح التي انتشرت بسرعة وبعدها انتج أغنية (( القصة ومافيها )) وأغنية ((هيك كتير )) التي نالت اعجاب كثير من الناس على مستوى الوطن العربي ، ومؤخرا أغنية (( يا موج خدني معك )) والتي حققت نجاحاً مبهرا وانتشارا واسعا.

## أهم أغانيه
| الأغنية                  | إنتاج |
| ------------------------ | ----- |
| لما هجرتيني              | اذينة |
| سلمى بنت الجيراني        | اذينة |
| سبع أبيات                | اذينة |
| حاولت مرة ودعك           | اذينة |
| كومة ديس                 | اذينة |
| يا أمي                   | اذينة |
| ياريتك لو تجي يمي        | اذينة |
| مشتاقلك                  | اذينة |
| طير غروبي                | اذينة |
| ياموج خدني معك           | اذينة |
| هلا والله                | اذينة |
| ميجاريح (( من الأول))    | اذينة |
| يا غزيل                  | اذينة |
| أني بعدك                 | اذينة |
| لما بتزرع قهر            | اذينة |
| جهجه الضو                | اذينة |
| ياتراب بلادي             | اذينة |
| التوب البني (هزي بخصرك ) | اذينة |
| لوتذكرني                 | اذينة |
| سر مخبى                  | اذينة |
| القصة ومافيها            | اذينة |
| هيك كتير                 | اذينة |
| طلوع الروح               | اذينة |

## فيديو كليب
- لما هجرتيني [6]
- يا امي[7]
- سلمى بنت الجيراني[8]
- طلوع الروح[9]
- ياريتك لوتجي يمي
- أني بعدك [10]
- التوب البني هزي بخصرك [11]
- ياتراب بلادي[12]
- لوتذكرني[13]
- سبع ابيات
- سر مخبى [14]
- ميجاريح (( من الأول ))[15]
- هلا والله[16]
- غزة[17]

## حفلاته
أقام العديد من الحفلات في أكثر البلدان العربية منها سورية - لبنان - الأردن - الإمارات العربية المتحدة وعدد من البلدان الغربية (تركيا - بلغاريا - هنغاريا - روسيا - كندا - أمريكا ) وشارك في العديد من المهرجانات الدولية والعربية (مهرجان بصرى الشام - مهرجان المحبة - بالإضافة إلى عدة مهرجانات أقيمت في لبنان والأردن والإمارات العربية المتحدة)

## وصلات خارجية
- أذينة العلي على موقع ديسكوغز (الإنجليزية)